# Satyrus rickmersi
Satyrus rickmersi är en fjärilsart som beskrevs av V. Rosen 1921. Satyrus rickmersi ingår i släktet Satyrus och familjen praktfjärilar. Inga underarter finns listade.